# Верд
Верд (словен. Verd) је насељено место у општини Врхника, Средњесловенска регија, Словенија.

## Историја
До територијалне реорганизације у Словенији био је у саставу старе општине Врхника.

## Становништво
У попису становништва из 2011. године, Верд је имао 1.891 становника.
| Број становника према пописима | Број становника према пописима | Број становника према пописима |
| ------------------------------ | ------------------------------ | ------------------------------ |
| 1991                           | 2002                           | 2011                           |
| 1.670                          | 1.834                          | 1.891                          |

## Галерија
- старе куће
- река Љубија
- каменолом крај Верда